# 말 (식물)

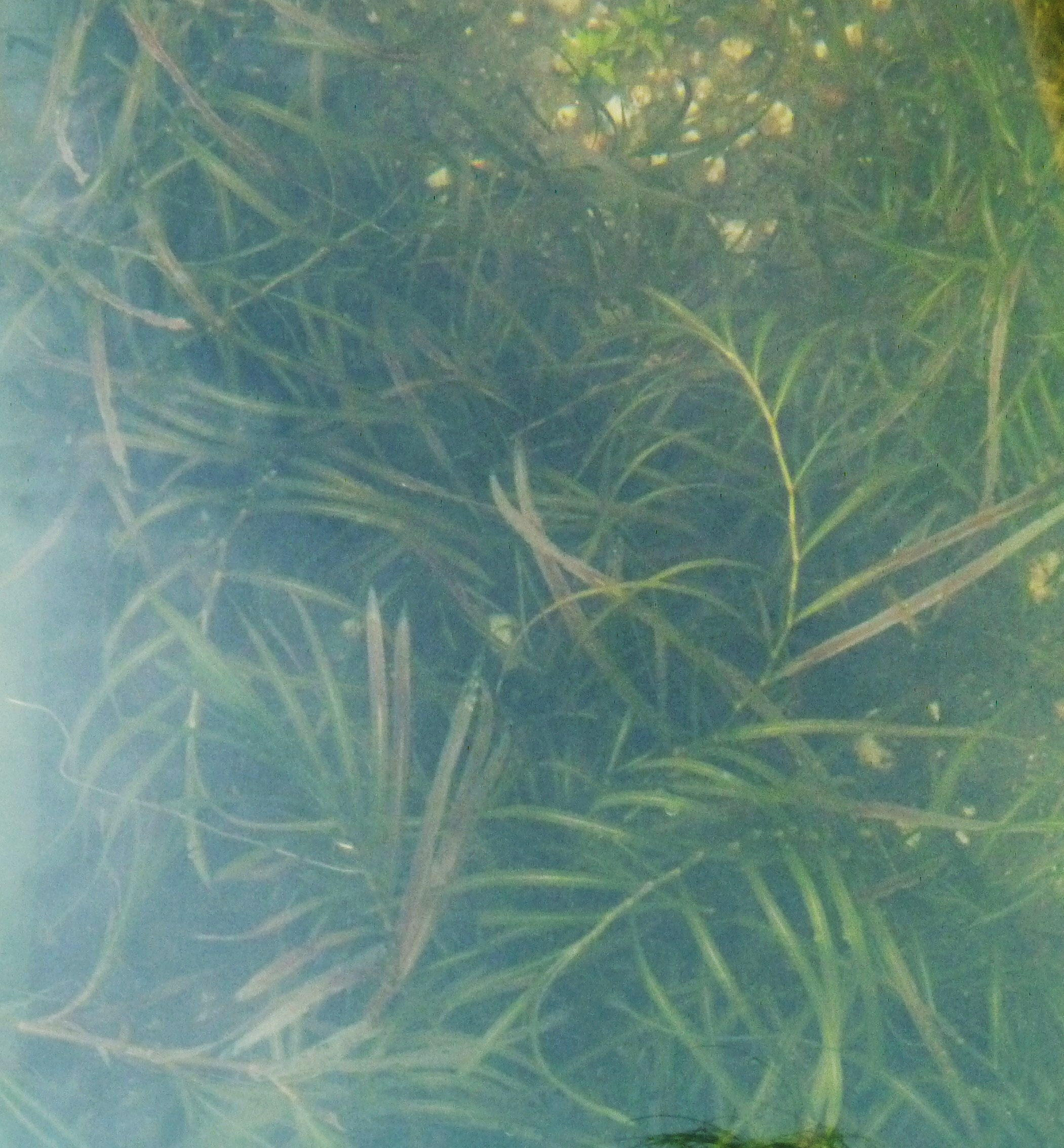

말 또는 버들말즘은 가래과의 여러해살이 수초이다. 학명은 Potamogeton oxyphyllus이다.

## 분포
한국·만주·일본 등지에 분포한다.

## 특징
높이 30cm 이상으로서 전체가 녹갈색이며, 뿌리줄기는 짧고 줄기는 가늘며 가지가 갈라진다. 잎은 어긋나며 잎자루가 없고 길이 5-12cm의 선형으로 끝이 뾰족하고 가장자리가 밋밋하다. 길이 2cm 정도의 턱잎은 얇은 막질이며 끝이 둔하고 밑부분이 원줄기를 감싼다. 꽃은 5-6월에 황록색으로 피는데 양성이고 잎겨드랑이에서 이삭꽃차례를 이룬다. 꽃차례의 길이는 1-1.5cm이고 꽃줄기의 길이는 2-4cm이다. 꽃잎과 암술·수술은 각각 4개씩이다. 열매는 수과로서 길이 3.5mm의 타원상 난형이며 편평하고 끝에 짧은 암술대가 달려 있다.